# Vincentia (Nouvelle-Galles du Sud)

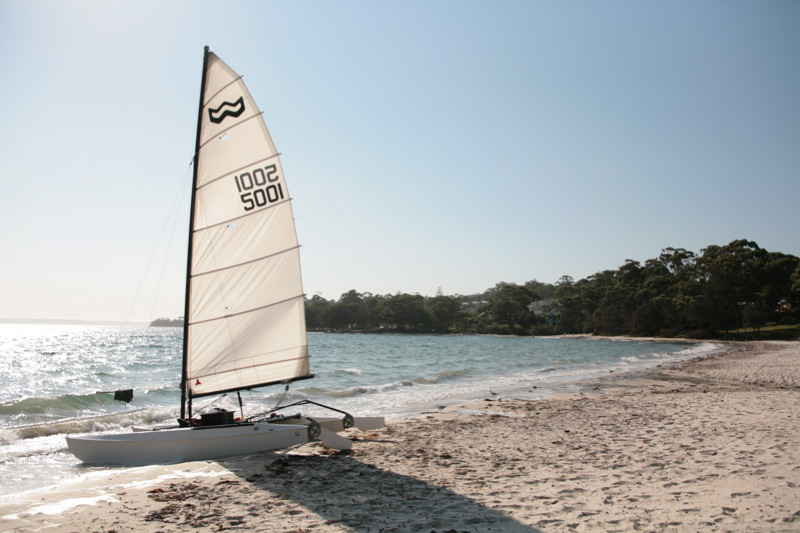
Un bateau sur la plage Collingwood

Vincentia est une ville située en Nouvelle-Galles du Sud (Australie) dans la Ville de Shoalhaven, sur la côte de la baie Jervis (anglais : Jervis Bay).

## Situation et historique
Elle est située enviton à 25 km au sud-est de Nowra, et à environ 200 km au sud de Sydney. En 2006, la population du State Suburb de Vincentia était de 2 875 habitants.
Elle doit son nom à l'amiral britannique John Jervis, 1er comte de St Vincent (1735-1823).